# Општина Јара (Клуж)
Јара (рум. Iara) општина је у Румунији у округу Клуж.
Oпштина се налази на надморској висини од 448 m.